# Gontaud-de-Nogaret

Gontaud-de-Nogaret este o comună în departamentul Lot-et-Garonne din sud-vestul Franței. În 2009 avea o populație de 1.617 de locuitori.

## Evoluția populației
| An        | 1975  | 1982  | 1990  | 1999  | 2006  | 2009  |
| --------- | ----- | ----- | ----- | ----- | ----- | ----- |
| Populație | 1.488 | 1.517 | 1.518 | 1.537 | 1.581 | 1.617 |